# Tele Centro Sicula
Tele Centro Sicula (TCS) è stato un canale televisivo siciliano.
La sede era a Caltanissetta, la LCN era il numero 116; i precedenti canali erano il n° 31 e 45.